# OPEX
OPEX é uma sigla derivada da expressão Operational Expenditure, que significa o capital utilizado para manter ou melhorar os bens físicos de uma empresa, tais como equipamentos, propriedades e imóveis. As despesas operacionais (muitas vezes abreviado a OPEX) são os preços contínuos para dirigir um produto, o negócio, ou o sistema. O seu contrário, despesas de capital (CAPEX), refere-se ao preço de desenvolvimento ou fornecimento de partes não consumíveis do produto ou sistema.
Por exemplo, a compra de uma fotocopiadora é o CAPEX, e o preço do toner e papel anual é o OPEX. Para negócios maiores, OPEX também pode incluir o preço de funcionários e despesas de facilidade como aluguel e utilidade.